# Grand Prix International CTT Correios de Portugal
Le Grand Prix International CTT Correios de Portugal (en portugais : Grande Prémio Internacional CTT Correios de Portugal) est une course cycliste. Créé en 2000, il fait partie de l'UCI Europe Tour de 2005 à 2009, en catégorie 2.1. En 2010, la course a fusionné avec le Tour de l'Alentejo.

## Palmarès
| Année | Vainqueur           | Deuxième        | Troisième         |
| ----- | ------------------- | --------------- | ----------------- |
| 2000  | Ángel Edo           | Delmino Pereira | Pedro Soeiro      |
| 2001  | José Iván Gutiérrez | Isidro Nozal    | Pablo Lastras     |
| 2002  | Ángel Edo           | Alexei Markov   | Nuno Marta        |
| 2003  | Nuno Marta          | David Blanco    | Alexei Markov     |
| 2004  | Cândido Barbosa     | Ángel Edo       | Alberto Benito    |
| 2005  | Alexei Markov       | Nuno Marta      | Lénaïc Olivier    |
| 2006  | Jordi Grau          | Jesús del Nero  | Carlos Pinho      |
| 2007  | Pedro Cardoso       | André Vital     | Eladio Jiménez    |
| 2008  | Nuno Ribeiro        | Nelson Vitorino | Francisco Mancebo |
| 2009  | Adrián Palomares    | Danail Petrov   | André Cardoso     |